# Kaszpi-tengeri gázvezeték

A Kaszpi-tengeri gázvezeték a Kaszpi-tenger alatt futna Türkmenbaşytól a Səngəçal terminálig, ahol összekötnék a törökországi Erzurumba tartó, már létező vezetékkel, ott pedig a tervezett Nabucco gázvezetékbe kerülhetne a Közép-Európába tartó földgáz.

A Kaszpi-tengeri gázvezeték (türkménül: Transhazar turbaly geçiriji) tervezett tenger alatti gázvezeték a türkmenisztáni Türkmenbaşy és az azerbajdzsáni Bakı között. Egyes elképzelések szerint Türkmenbaşyt a kazahsztáni tengizi mezőkkel is összekapcsolnák.
A gázvezeték, ha megépül, Oroszország és Irán kikerülésével szállíthatna kazah és türkmén gázt Közép-Európába.

## Leírása
Tervezett éves kapacitása 30 milliárd köbméter gáz, az építkezés becsült költsége mintegy 5 milliárd dollár. Bakıban az Erzurumba tartó Dél-kaukázusi gázvezetékkel kapcsolódna össze, ez pedig a Közép-Európába tartó majdani Nabuccóval.
Az Egyesült Államok Kereskedelmi és Fejlesztési Ügynöksége (United States Trade and Development Agency, USDA) finanszírozta megvalósíthatósági tanulmányt a Granherne cég, a KBR leányvállalata készíti. Nem valószínű azonban, hogy a közeljövőben a projekt túljut a tervezési szakaszon.

## Kritikák
Oroszorszag és Irán, amelyeken jelenleg keresztülhalad a türkmén földgáz, keményen kritizálták a projektet. Alekszandr Golovin, a kaszpi ügyek orosz nagykövete azt állította, hogy egy újabb gázvezeték az egész régió jólétét veszélybe sodorná.
 Az orosz természeti erőforrások minisztériuma szerint a Kaszpi-tengerbe fektetett olaj- vagy gázvezetékek környezetvédelmi szempontból volnának elfogadhatatlanok. Oroszorszag azt a jogi álláspontot foglalta el, hogy egy kaszpi-tengeri vezeték lefektetéséhez, függetlenül az útvonaltól, mind az öt olyan állam hozzájárulása szükséges, amelyek a tengeren littorális zónával rendelkeznek (azaz Oroszországéra is). Irán azzal érvelt, hogy a közte és a Szovjetunió közt 1921-ben és 1940-ben kötött egyezmények még mindig érvényesek és ezek szerint a littorális államok hozzájárulása nélküli építkezés illegális volna. A Transz-Kaszpi gázvezeték 1999-ben született terveire reagálva Oroszország és Irán 2001-ben és 2002-ben egy közép-ázsiai gázkartell létrehozását sürgette.
Nyugaton is megjelent egyfajta politikai aggodalom, mégpedig az, hogy Grúzia és Azerbajdzsán szorosabb együttműködése elszigetelné Örményországot, amely így Oroszországgal és Iránnal fűzné szorosabbra kapcsolatait.

## Külső hivatkozások
- The Geopolitics of Oil Pipelines in Central Asia, Article on the Trans-Caspian Gas Pipeline featured in Vestnik, the Journal of Russian and Asian Studies Winter 2007